# ماتیس فان دن بوس
ماتَیس ادوارد ویلم فان دن بوس (انگلیسی: Matthijs van den Bos؛ زادهٔ ۱۹ آوریل ۱۹۶۹) پژوهشگر ایران‌شناسی و مطالعات شیعه، اهل هلند است.
او در دانشکده علوم سیاسی در بیرکبک وابسته به دانشگاه لندن تدریس می‌کند. پروفسور فان دن بوس سابقه حضور به عنوان مهمان در مؤسسه مطالعات پیشرفته در پرینستون، نیوجرسی، عضو مؤسسه مطالعات مهاجرت و قومیت در دانشگاه آمستردام و عضو مؤسسه بین‌المللی مطالعات اسلام در جهان مدرن (ISIM) در لیدن را دارد. پیش از پیوستن به دانشگاه لندن، فان دن بوس در دانشگاه‌های اوترخت و آمستردام تدریس می‌کرد.
فان دن بوس تحقیقات میدانی گسترده‌ای در ایران، تاجیکستان و در میان جوامع شیعه در اروپای غربی انجام داده‌است. او به عنوان یک انسان‌شناس و دانشمند مطالعات ایرانی، به‌طور خاص در زمینه تصوف در ایران و تشیع اروپایی، مطالعاتی منتشر کرده و در میان دیگر فعالیت‌ها، چندین مقاله در مورد تصوف ایرانی در دانشنامه اسلام (ویرایش سوم)، معتبرترین دانشنامه در زمینه مطالعات اسلامی، به نگارش درآورده است. فهرست کامل انتشارات وی در این وبگاه قابل مشاهده است.
پروفسور فان دن بوس جوایز تحقیقاتی متعددی از جمله کمک‌هزینه‌های چند ساله از بنیاد ورنر-گرن و سازمان علوم هلند (NWO) دریافت کرده‌است. او عضو آکادمی عالی آموزش (۲۰۱۰) است.
کتاب او با عنوان "رژیم‌های عرفانی: تصوف و دولت در ایران، از اواخر دوره قاجار تا جمهوری اسلامی" که توسط انتشارات بریل منتشر شده‌است، در نشریاتی مانند «مجله خاورشناسی آلمان»
و مجله بین‌المللی مطالعات خاورمیانه به چاپ رسیده است.